# گیروو
گیروو (به لاتین: Gierów) یک روستا در لهستان است که در گمینا گرودکوو واقع شده‌است.